# 津蓟铁路展览馆
津蓟铁路展览馆，是一座讲述津蓟铁路历史的展览馆，位于天津市蓟州区渔阳镇火车站路1号蓟州北站内。2015年，由中国铁路北京局集团天津车务段在蓟州北站原本停用的行李房基础上，改造出的面积为230平方米的展览馆，以图片和实物等多种方式，对津蓟铁路的安全生产、客运服务、职工生活等情况进行了全景展示。
它是目前北京铁路局唯一一个以线路命名的铁路展览馆。
共分为“引子 津蓟铁路从这里开始”“艰难的年代 火红的建设”“燃烧的激情 无悔的奉献”“美丽的小站 我可爱的家”“闪光的足迹 光明的未来”“结语：津蓟铁路又是一个新的起点”六大部分。